# Frances Elizabeth Allen
Frances Elizabeth Allen   (Peru, 4 d'agost de 1932 - Schenectady, 4 d'agost de 2020) fou una científica computacional estatunidenca, una pionera en el camp de l'optimització de compiladors. Alguns dels seus assoliments consisteixen en treballs originals sobre compiladors, optimització de codi i paral·lelització.
Va treballar a IBM entre 1957 i 2002 i va ser reconeguda dins de la companyia amb el seu nomenament com a IBM Fellow, sent la primera dona a rebre aquest honor. També va ser la primera dona en obtenir el Premi Turing, considerat el premi Nobel de la informàtica.

## Biografia
Allen va néixer el 4 d’agost de 1932 en una granja a la ciutat de Peru de l'estat de Nova York. La seva educació primària va tenir lloc a una casa d'una habitació a una milla de casa seva, i més tard va assistir a una escola secundària local. Es va graduar el 1954 al New York State College for Teachers (ara forma part de la Universitat Estatal de Nova York a Albany) amb una llicenciatura en ciències en matemàtiques i va fer de mestra a la seva ciutat natal. Dos anys més tard es va matricular a la Universitat de Michigan i va obtenir un màster en ciències matemàtiques el 1957.
Aquell mateix any va entrar com a programadora a IBM Research, a Poughkeepsie, on ensenyava els fonaments de Fortran als nous treballadors. Un cop pagats els seus préstecs estudiantils, es va plantejar tornar a la docència però va acabar quedant-se a IBM durant tota la seva carrera. Va ser assignada al projecte Harvest per trencar el codi amb l'Agència Nacional de Seguretat el 1959 i va treballar en un llenguatge de programació anomenat Alpha. També va gestionar l'equip d'optimització del compilador, tant per al projecte Harvest com per a Stretch. El 1962 va ser traslladada al Thomas J. Watson Research Center, on va contribuir al projecte ACS-1 i als anys setanta al PL/I. Durant aquests anys, va treballar amb l’investigador John Cocke per escriure una sèrie d'articles fonamentals sobre l'optimització dels compiladors, ajudant a millorar l'eficiència del codi automàtic traduït des de llenguatges d'alt nivell.
Del 1970 al 1971 va passar un any sabàtic a la Universitat de Nova York i va exercir de professora adjunta uns anys després. Anys més tard, el 1977, va passar també un any sabàtic a la Universitat Stanford.
A principis dels 80, va formar el grup Parallel TRANslation (PTRAN) per estudiar temes relacionats amb la compilació per a màquines paral·leles. PTRAN va ser considerat un dels grups de recerca capdavanters al món, d'entre els quals treballaven en paral·lelisme. El seu treball en aquests projectes va culminar amb la introducció d'algorismes i tecnologies que formen la base teòrica de l'optimització automàtica de programes, àmpliament usats en molts compiladors comercials desenvolupats per la indústria.
Entre 1980 i 1995 Allen va liderar el treball d'IBM en l'àrea de computació paral·lela en desenvolupament i va ajudar a desenvolupar programari per al projecte IBM Blue Gene. Es va convertir així en la primera dona membre d'IBM el 1989. Es va retirar d'IBM el 2002, però va continuar afiliada a la corporació com a membre emèrita. El premi Fellowship es va crear en honor seu. Després de retirar-se el 2000, va continuar fent conferències a tot el món, i va instar les dones i les nenes a considerar les carreres en ciència i tecnologia. En honor dels seus esforços, IBM va establir el 2000 el Premi Frances E. Allen Women in Technology Mentoring.
La influència d'Allen en la comunitat d'IBM va ser reconeguda amb el seu nomenament com a IBM Fellow, sent la primera dona a rebre aquest honor. També va ser la presidenta de l'Acadèmia IBM de Tecnologia. L'Acadèmia juga un important paper en la corporació, proporcionant lideratge tecnològic, avançant la nostra comprensió d'importants àrees tècniques, i enfortint la comunicació entre professionals.
Va morir a Schenectady el 4 d'agost de 2020, el mateix dia que feia 88 anys, a causa de complicacions de la malaltia d'Alzheimer que patia.

## Premis i distincions
Allen va ser membre de l'Institute of Electrical and Electronics Engineers (IEEE) i de l'Association for Computing Machinery (ACM). El 2000 va ser nomenada becària del Computer History Museum "per les seves contribucions a l'optimització i compilació de programes per a ordinadors paral·lels". Va ser distingida igualment per la National Academy of Engineering el 1987, la Societat Filosòfica Americana el 2001, i la National Academy of Sciences el 2010. Així mateix, va ser nomenada becària de l'Acadèmia Americana de les Arts i les Ciències el 1994.
L’any 1997 va rebre el IEEE Computer Society Charles Babbage Award i va ser admesa en el Saló de la Fama Witi. Va guanyar el premi Augusta Ada Lovelace del 2002 de l'Associació per a Dones en Informàtica i el 2004 el premi ABIE al lideratge tècnic de l'Institut Anita Borg i el Computer Pioneer Award de la IEEE Computer Society.
Pel seu treball en informàtica d’altes prestacions l’any 2006 va obtenir el premi Turing que atorga l’Association for Computing Machinery, per les seves "contribucions que van millorar fonamentalment el rendiment dels programes de computador i van accelerar l'ús de sistemes de computació d'alt rendiment." Així, es conventia en la primera dona que, en els quaranta anys d’història del premi, era distingida amb aquest guardó, que es considera l'equivalent al premi Nobel d’informàtica. En les entrevistes posteriors al premi, esperava que donés més "oportunitats per a les dones en ciència, informàtica i enginyeria".
El 2009 va ser guardonada amb un títol de doctor honoris causa en ciències per la Universitat McGill per "contribucions pioneres a la teoria i pràctica d'optimització de tècniques de compilador que van establir les bases per a l'optimització de compiladors moderns i l'execució automàtica en paral·lel".